# Melicești, Prahova
Melicești (mai vechi, Milicești) este un sat în comuna Telega din județul Prahova, Muntenia, România.
Așezarea este atestată documentar în 1866.
În 2021, la Melicești se aflau 160 de familii.